# ميشيل فان دن بيرغ
ميشيل فـان دن بيرغ هو رياضياتي وأستاذ جامعي بلجيكي، ولد في 25 يوليو 1960.